# Луис (Колорадо)
Луис (енгл. Lewis) насељено је место без административног статуса у америчкој савезној држави Колорадо.

## Демографија
По попису из 2010. године број становника је 302.
| Група             | 2000.    | 2010.       |
| Белци             | 0 (0,0%) | 275 (91,1%) |
| Афроамериканци    | 0 (0,0%) | 0 (0,0%)    |
| Азијати           | 0 (0,0%) | 0 (0,0%)    |
| Хиспаноамериканци | 0 (0,0%) | 18 (6,0%)   |
| Укупно            | 0        | 302         |